# Мироненко Михайло Іванович
Мироне́нко Миха́йло Іва́нович (* 16 листопада 1954, м. Макіївка, Донецька область) — член Партії регіонів; ВР України, член фракції Партії регіонів (з 11.2007), заступник голови Комітету з питань транспорту і зв'язку (з 12.2007).

## Біографія
Освіта: Макіївський інж.-буд. інститут (1975—1982); Донбаська держ. академія будівництва і архітектури (2003), «Теплогазопостачання і вентиляція».
Народний депутат України 6-го скликання з 11.2007 від Партії регіонів, № 144 в списку. На час виборів: народний депутат України, член ПР. Уповноваж. пред. фракції Партії регіонів (11.-12.2007).
Народний депутат України 5-го скликання 04.2006-11.07 від Партії регіонів, № 124 в списку. На час виборів: заступник директора ТОВ "Завод «Буддеталь» (м. Суми), член ПР. член фракції Партії регіонів (05.-09.2006), заступник голови фракції Партії регіонів (з 09.2006), член Комітету з питань транспорту і зв'язку (з 07.2006), голова підкомітету з питань залізничного транспорту.
02.1977-05.81 — працював у Макіївському тресті столових та ресторанів. 05.1981-06.1991 — працював у Донецькому об'єднанні музичних гуртів. З 1992 — директор МПП «Лена» (м. Макіївка), генеральний директор ЗАТ "Корпорація «Північно-Східна промислова група» (м. Шостка), генеральний директор ТОВ «Північно-Східна промислова група» (м. Суми). 11.2005-05.06 — заст. директора ТОВ «Завод „Буддеталь“».
Депутат Сумської облради (2002—2006).

## Сім'я
Дружина Людмила Анатоліївна (1955); син Дмитро (1980); дочка Олена (1984).